# Alfred Katz (Jurist)
Alfred Georg Reinhold Katz (* 12. Juli 1939 in Stuttgart) ist Rechtsanwalt, Honorarprofessor und ehemaliger Erster Bürgermeister der Stadt Ulm.

## Leben
Alfred Katz studierte er nach einer Ausbildung als Diplom-Verwaltungswirt Rechts-, Politik- und Wirtschaftswissenschaften an den Universitäten Tübingen und München. In Tübingen wurde er 1964 Mitglied der Studentenverbindung Akademische Gesellschaft Stuttgardia Tübingen. Nach seinem Assessorexamen im Jahr 1972 war er bis 1975 Wissenschaftlicher Assistent an der Universität Tübingen. 1975 promovierte er im Bereich Staats- und Verwaltungsrecht zum Thema Politische Verwaltungsführung in den Bundesländern. Dargestellt am Beispiel der Landesregierung Baden-Württemberg.
Von 1975 bis 1984 war er in verschiedenen Funktionen im Wissenschafts-, Innen- und Finanzministerium des Landes Baden-Württemberg tätig.
Von 1984 bis 2000 war er als Nachfolger von Gerhard Stuber Erster Bürgermeister der Stadt Ulm für den Bereich zentrale Steuerung. Ihm folgte Gunter Czisch nach. In dieser Funktion war er u. a. über 10 Jahre Vorsitzender des Finanzausschusses des Baden-Württembergischen Städtetags. Von 2000 bis 2003 war er als Rechtsanwalt und Berater bei Arthur Andersen (heute: Ernst & Young) tätig. Seit 2003 ist er Partner in der Kanzlei SGP Schneider Geiwitz & Partner.
Alfred Katz ist mit einer Vielzahl an Veröffentlichungen vor allem in den Bereichen Verfassungsrecht, Verwaltungswissenschaften, kommunales Wirtschafts- und Abgabenrecht sowie Finanzwissenschaften hervorgetreten. Seit 1975 verfasst er ein Standardwerk im Bereich Verfassungsrecht (Staatsrecht: Grundlagen, Staatsorganisation, Grundrechte) in bisher 19 Auflagen. Seit 1973 ist er Lehrbeauftragter und seit 1991 Honorarprofessor an der Hochschule für öffentliche Verwaltung und Finanzen Ludwigsburg.
Neben seiner beruflichen Laufbahn engagierte sich Alfred Katz in einer Vielzahl von Vereinen und Institutionen. Unter anderem war er über 10 Jahre Mitglied des Präsidiums des SSV Ulm 1846. Daneben ist ihm die Ökumene ein besonderes Anliegen – er unterstützte als stellvertretender Präsident die Unità dei Cristiani e.V. – einen Förderkreis der ökumenischen Bewegung.

## Veröffentlichungen
- Politische Verwaltungsführung in den Bundesländern : dargest. am Beisp. d. Landesregierung Baden-Württemberg, Duncker und Humblot, Berlin 1975, ISBN 978-3-428-03528-1.
- Staatsrecht: Grundlagen, Staatsorganisation, Grundrechte. 19. Auflage, C.F. Müller, 2019, ISBN 978-3-8114-9877-8.
- (Hrsg.): Gemeindeordnung Baden-Württemberg, Kommentar, Kunze/Bronner/Katz, 4. Aufl., 29. Erg.-Lief. 2020, Kohlhammer, ISBN 978-3-17-039983-9.
- Kommunale Wirtschaft: Leitfaden für die Praxis. 2. Auflage, Kohlhammer, 2016, ISBN 978-3-17-030494-9.
- Kommunale Wirtschaft: Öffentliche Unternehmen zwischen Gemeinwohl und Wettbewerb, Kohlhammer, 2004, ISBN 978-3-17-017938-7.
- Wissenschaftsstadt Ulm – Wissensbasierte Stadtregion als Zukunftsmodell!?, Klemm+Oelschläger, 2023, ISBN 978-3-86281-180-9.